# Битка код Светог Готхарда (1799)
Битка код Светог Готхарда одиграла се 24. септембра 1799. године између француских и руских снага. Битка је део француских револуционарних ратова и завршена је победом Руса под генералом Суворовом.
Руски генерал Сувором је уз велике напоре стигао 23. септембра 1799. године до Светог Готхарда кога су браниле снаге француског генерала Лекурба. Истог дана је руска претходница (2000 гренадира) напала Ајроло и приморала Французе на повлачење. Наредног дана, Суворов је концентричним нападом у три колоне разбио француске снаге и уз велике губитке овладао Светим Готхардом.